# Wendie Jo Sperber
Wendie Jo Sperber (ur. 15 września 1958 w Los Angeles, zm. 29 listopada 2005 tamże) – amerykańska aktorka filmowa i telewizyjna. Znana była m.in. z roli Tiny Gassko w filmie Wieczór kawalerski, Lindy McFly w trylogii Powrót do przyszłości, a także z licznych ról w serialach telewizyjnych.
Zmarła w 2005 roku w wieku 47 lat na raka piersi.

## Wybrana filmografia

### Filmy
| Rok  | Tytuł                     | Rola               |
| ---- | ------------------------- | ------------------ |
| 1978 | Grease                    | Tancerka           |
| 1979 | 1941                      | Maxine Dexheimer   |
| 1980 | Używane samochody         | Nerwowa Nona       |
| 1984 | Wieczór kawalerski        | Doktor Tina Gassko |
| 1985 | Powrót do przyszłości     | Linda McFly        |
| 1990 | Powrót do przyszłości III | Linda McFly        |
| 1994 | Przygoda miłosna          | Helen              |
| 2002 | Fajna z niego babka       | Profesor Bendler   |

### Seriale
| Rok       | Tytuł                            | Rola                          |
| --------- | -------------------------------- | ----------------------------- |
| 1981      | Knots Landing                    | Ellie                         |
| 1989      | Projektantki                     | Estelle Rhinehart             |
| 1990      | Who’s the Boss?                  | Lori                          |
| 1991      | Harry i Hendersonowie            | Leslie Worth                  |
| 1991      | Świat według Bundych             | Sandy Jorgenson               |
| 1992      | Parker Lewis nigdy nie przegrywa | Carol                         |
| 1992–1993 | John, Georgie i cała reszta      | Mavis Davis                   |
| 1998      | Murphy Brown                     | Ann                           |
| 1999      | Will & Grace                     | April                         |
| 1999      | Pan Złota Rączka                 | Sue                           |
| 2002      | 8 prostych zasad                 | Alice                         |
| 2003      | JAG                              | Gospodyni                     |
| 2003      | Dotyk anioła                     | Tricia                        |
| 2005      | Uziemieni                        | Pani Robinson                 |
| 2006      | Amerykański tata                 | Starsza pani/Wendie Jo (głos) |